# Desplazamiento patrimonial
Desplazamiento patrimonial es un término jurídico.  Es más concreto que el recogido en la definición de atribución patrimonial, ya que requiere que la citada ventaja o beneficio se materialice en un bien dinerario o no dinerario, que cambia de titularidad, dejando así al margen toda atribución patrimonial que suponga para el beneficiario la evitación de un gasto.